# Iosif-Florin Jianu
Iosif-Florin Jianu (n.  ?) este un deputat român, ales în 2024 din partea SOS. 
Pe 28 mai 2025, Jianu a părăsit SOS și s-a alăturat Partidului Social Democrat (PSD).